# Agrostis hyemalis
Agrostis hyemalis là một loài thực vật có hoa trong họ Hòa thảo. Loài này được (Walter) Britton, Sterns & Poggenb. mô tả khoa học đầu tiên năm 1888.

## Hình ảnh

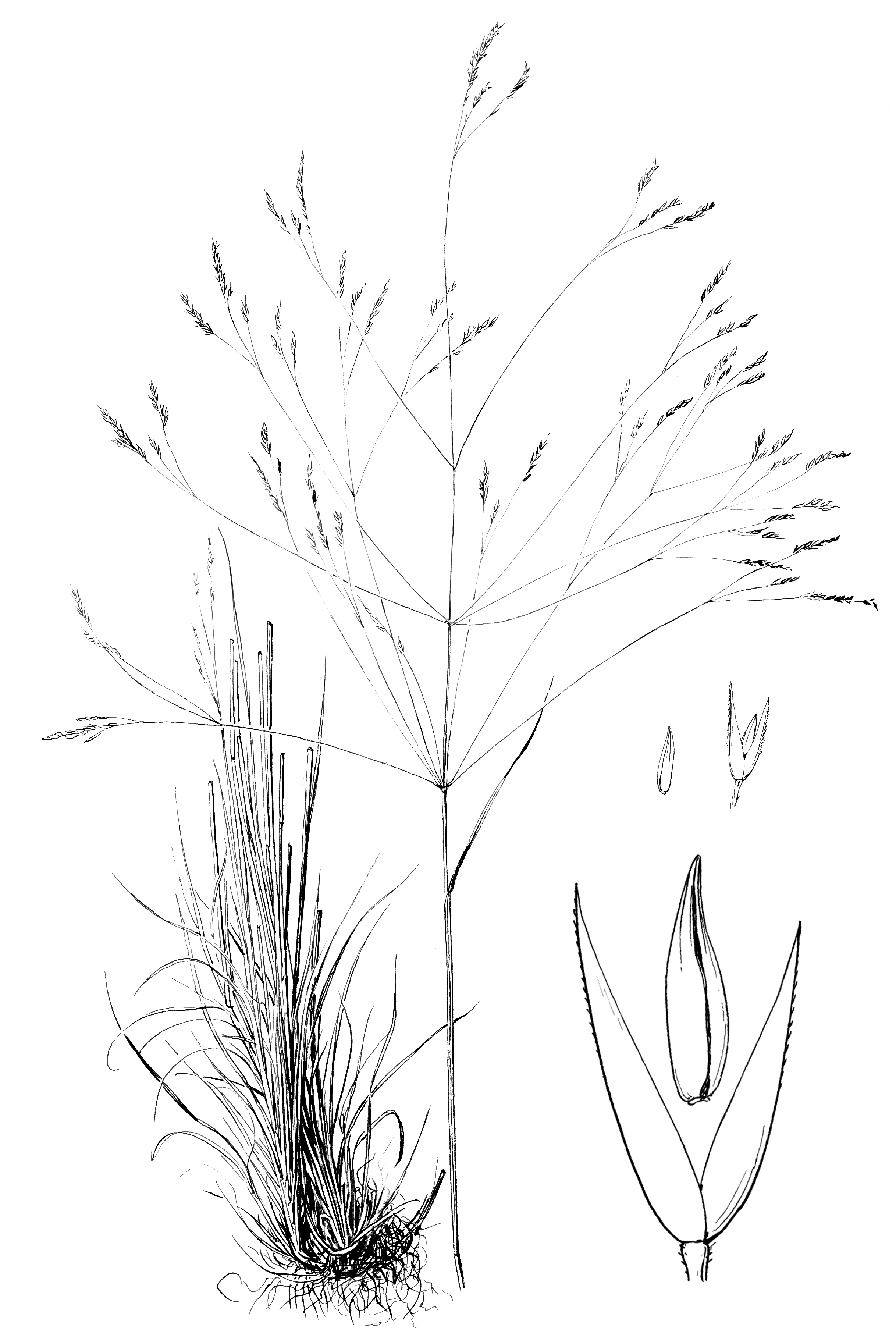
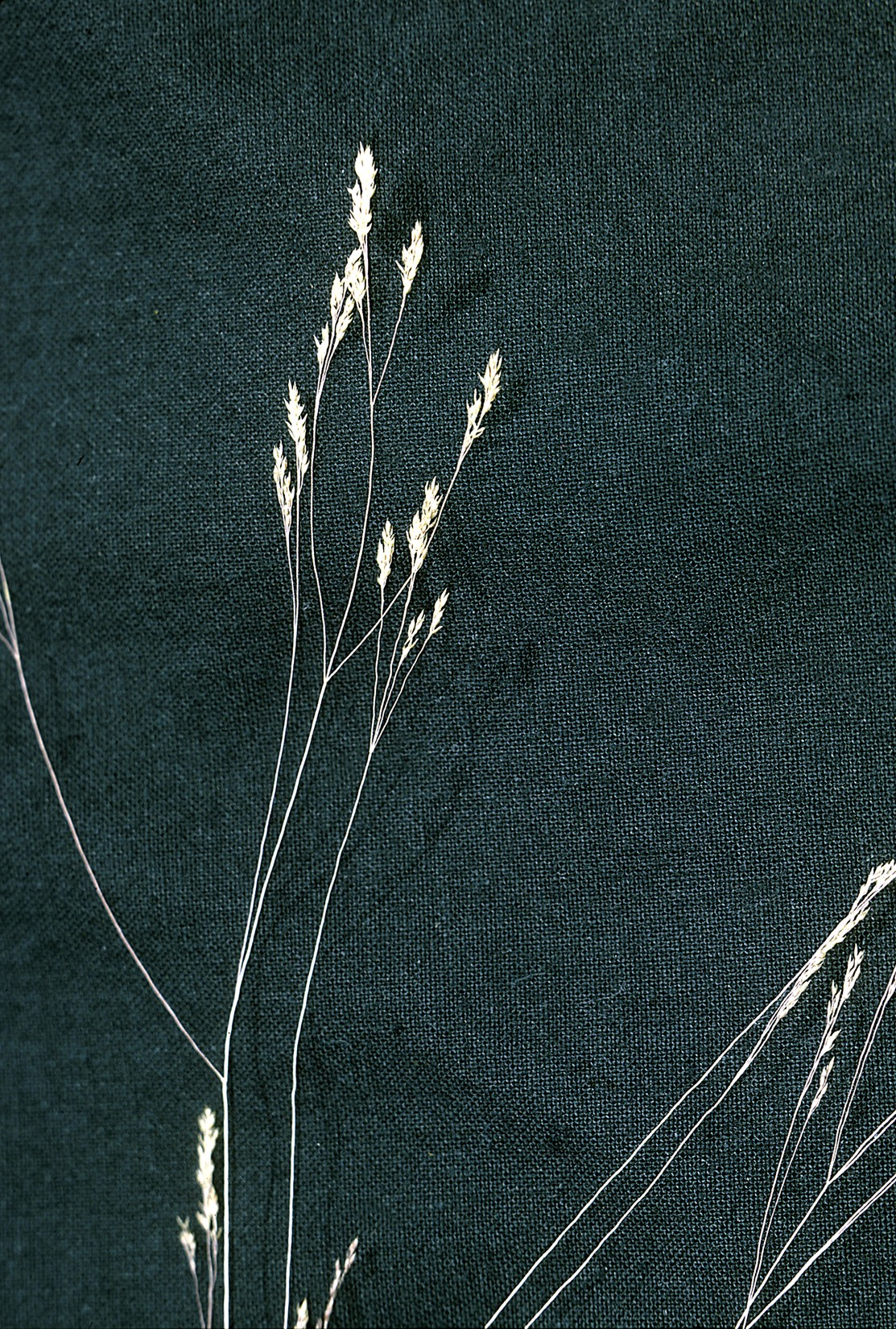